# Palm Pre
Palm Pre o palm prē è un telefono cellulare UMTS/HSDPA di Palm, commercializzato il 6 giugno 2009 nel mercato statunitense con Sprint. È dotato di sistema operativo webOS basato su kernel Linux, tastiera scorrevole, fotocamera e interfaccia tattile. Tra i software saranno presenti un lettore multimediale, un browser internet anche per le connessioni wi-fi e l'invio di e-mail. Ha fatto debutto al CES 2009.

## Sincronizzazione
Il dispositivo utilizza dei servizi internet per la sincronizzazione e non viene fornito di un programma desktop per sincronizzare il computer e il dispositivo. Il dispositivo veniva riconosciuto nativamente dal software iTunes come un iPod così che questo poteva essere utilizzato per la sincronizzazione. iTunes è un software sviluppato dalla Apple Inc. e l'Apple non supporta ufficialmente il dispositivo quindi la sincronizzazione, da un certo momento in poi, non è più stata resa possibile. Il dispositivo veniva riconosciuto come iPod dato che il Palm Pre, quando viene interrogato dal software, restituisce a iTunes, come codice identificativo, il codice di proprietà Apple. Palm ha presentato un esposto al consorzio che gestisce lo standard USB spiegando il suo comportamento e accusando Apple di violare le regole dello standard USB utilizzando il suo identificativo univoco per impedire agli altri produttori di sincronizzarsi con iTunes (il quale riconosce come valido solo il codice Apple). Il consorzio che gestisce lo standard ha rigettato le accuse di Palm non trovando illegittimo il comportamento di Apple e invece ha accusato Palm di utilizzare un codice non di sua proprietà senza esplicito permesso del proprietario.
Perciò iTunes, dalla versione 9.0.2, impedisce definitivamente la sincronizzazione con Palm Pre.